# فرانك باي
فرانك باي (بالإنجليزية: Frank Bey)‏ هو مغني أمريكي، ولد في 17 يناير 1946 في ميلن في الولايات المتحدة.